# Châteauguay
Pour les articles homonymes, voir Châteauguay (homonymie).
Châteauguay est une ville du sud-ouest du Québec, au Canada, située dans la municipalité régionale de comté de Roussillon en Montérégie. Lors du recensement canadien de 2021, il y est dénombré une population de 50 815 habitants. Située au sud-ouest de Montréal, elle est bordée par le lac Saint-Louis et traversée par la rivière Châteauguay. 

Logo de Châteauguay.

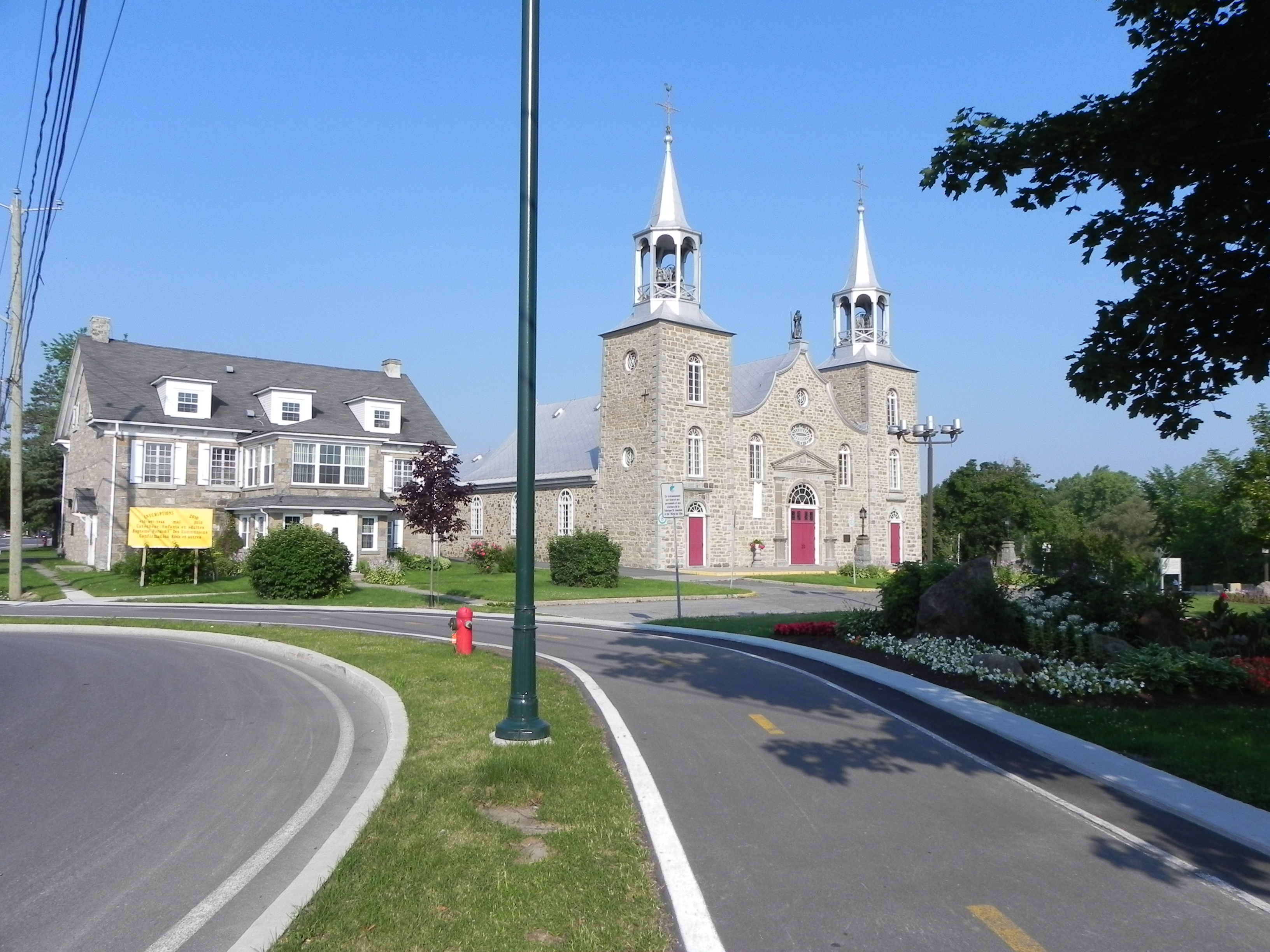
L'église Saint-Joachim et son presbytère.

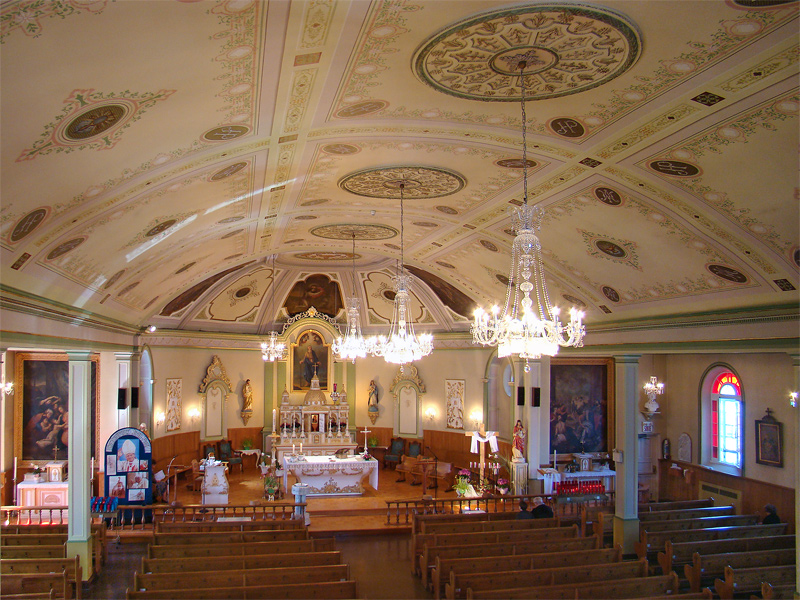
L'intérieur de l'église Saint-Joachim, un Lieu historique national du Canada.

## Toponymie
Le nom de la ville remonte à la seigneurie de Châteauguay, concédée à Charles Le Moyne en 1673. La seigneurie était d'abord connue sous le nom « Chasteau de Guay ».

## Histoire

### La seigneurie
En 1673, le comte de Frontenac, alors gouverneur de la Nouvelle-France, cède la région à Charles Lemoyne dans le but d'y établir une seigneurie. Après être passée aux mains de Zacharie Robutel de La Noue en 1706, la seigneurie de Châteauguay est achetée par Marguerite d'Youville, des Sœurs Grises, en 1765. En 1734, c'est la construction de la première église en bordure de la rivière Châteauguay qui sera dédiée à saint Joachim. En 1775 commence la construction de la deuxième église Saint-Joachim de Châteauguay.

### Rébellion de 1838
Durant la rébellion des Patriotes, les soldats anglais prennent le contrôle de la seigneurie et procèdent à l'arrestation de plusieurs Canadiens-français dont les chefs patriotes François-Maurice Lepailleur et Léandre Ducharme, qui sont déportés en Australie. Deux des 16 patriotes pendus à la prison du Pied-du-Courant, Joseph Duquet ainsi que Cardinal étaient natifs de Châteauguay.

### Village et ville de Châteauguay
L'abolition du régime seigneurial en 1854 entraîne la naissance du village l'année suivante et la création du premier conseil municipal avec l'élection du maire Pierre Laberge.  
La ville telle qu'elle existe actuellement, est née de la fusion de la ville avec Châteauguay-Heights en 1968 et de l'annexion de Châteauguay-Centre en 1975. 
La bibliothèque Raymond-Laberge est construite en 2003.

## Géographie
Située à environ 20 kilomètres au sud-ouest du centre-ville de Montréal et 50 kilomètres au nord de la frontière américaine, la ville de Châteauguay est traversée sur toute sa longueur par la rivière Châteauguay qui en délimite le sud-est. Le lac Saint-Louis et le ruisseau Saint-Jean s'y trouvent également dans sa partie nord-ouest. 
Châteauguay est limitrophe des municipalités de Léry à l'ouest, de Mercier au sud, de Sainte-Martine au sud-ouest et de la réserve mohawk de Kahnawake au nord-est. Une infime partie du territoire est également adjacente à la ville de Beauharnois au sud-ouest de la ville, en pleine zone agricole. 
La ville de Châteauguay a une superficie de 46,22 km2, dont 35,89 km2 sont terrestres, le reste étant aquatique.
Châteauguay est majoritairement constituée d'espaces résidentiels, à l'exception des zones à l'ouest qui sont boisées, à l'est qui sont industrielles et au sud qui sont agricoles. Des zones commerciales jouxtent également les boulevards D'Anjou et Saint-Jean-Baptiste, les deux principales artères de la ville.

## Démographie
Avec une population d'environ 48 000 personnes lors du recensement canadien de 2016, Châteauguay constitue la 3e ville en importance, par la population, de la Rive-Sud de Montréal, la 5e en Montérégie et la 23e au Québec. Lors du recensement canadien de 2021, la ville franchit formellement le cap des 50 000 habitants. 
| 1991   | 1996   | 2001   | 2006   | 2011   | 2016   | 2021   |
| ------ | ------ | ------ | ------ | ------ | ------ | ------ |
| 39 833 | 41 423 | 41 003 | 42 786 | 45 904 | 47 906 | 50 815 |

## Administration

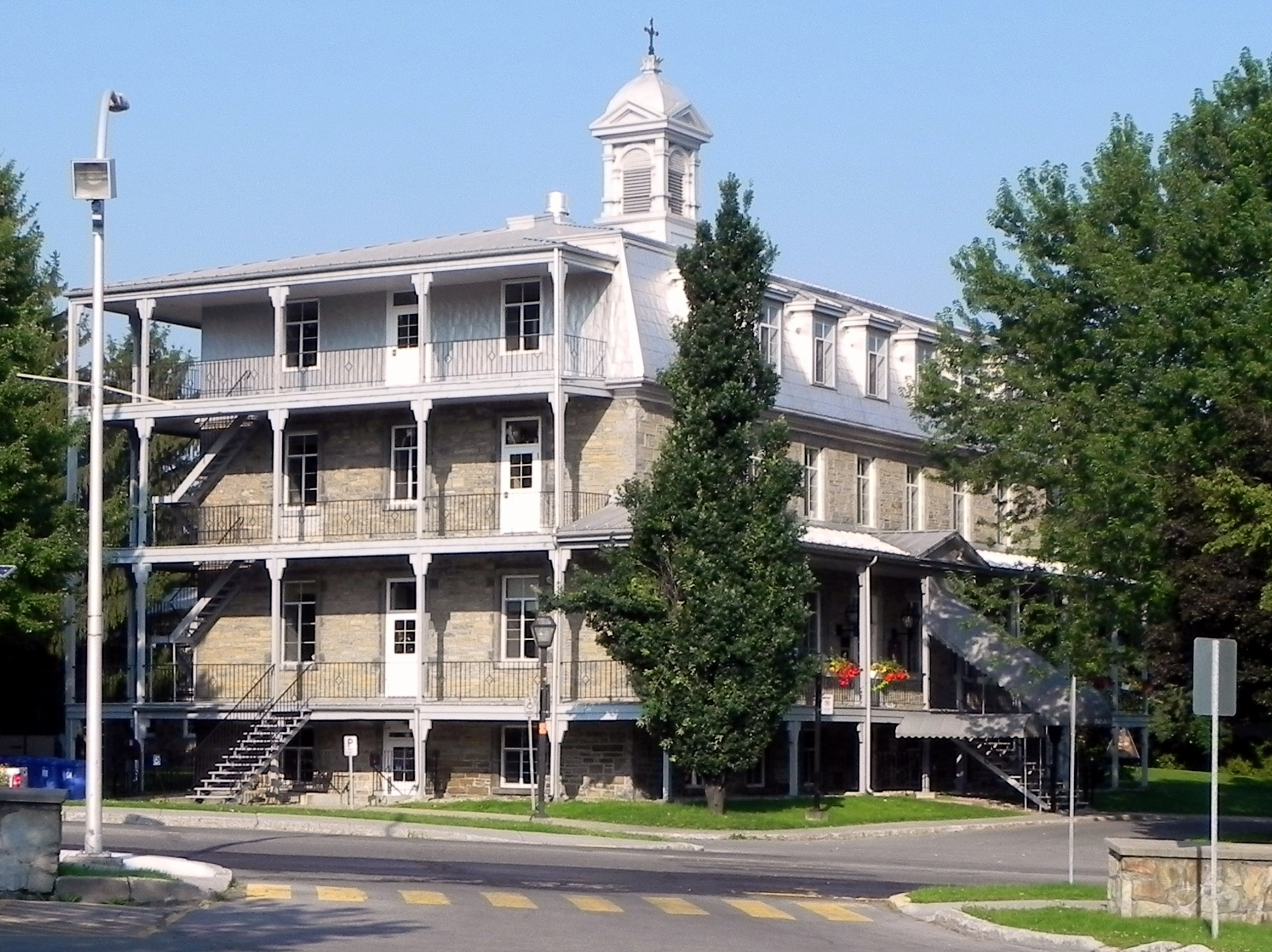
Mairie de Châteauguay en 2010.

Les élections municipales se font en bloc et suivant un découpage de huit districts. En novembre 2009, Nathalie Simon devient la 1re femme à occuper le poste de maire à Châteauguay. Elle est réélue aux élections municipales québécoises de 2013 avec 62,7 % des voix et cinq sièges au conseil pour son parti, l'Action citoyenne. Le taux de participation est de 44,1 %. 
En novembre 2017, Pierre-Paul Routhier est élu maire avec une majorité de 1 960 voix sur la mairesse sortante. L'équipe de la mairesse est balayée du conseil municipal par 7 membres de l'équipe Vision Châteauguay et un candidat indépendant. Le taux de participation est de 46 %.
En juillet 2020, cinq des conseillers élus sous la bannière de Vision Châteauguay quittent le parti et siègent dorénavant comme conseillers indépendants. Les conseillers Lucie Laberge, Barry Doyle, Éric Corbeil, Mike Gendron et Éric Allard rejoignent ainsi Marcel Deschamps qui avait quitté le parti du maire, un an plus tôt.
En novembre 2021, Éric Allard est élu maire avec plus de 52 % des voix sous la bannière d'Alliance Châteauguay. Sept membres du conseil sur huit sont également membres du même parti.
| Châteauguay Maires depuis 2005                                                                                       |                      |                                                                              |          |
| Élection | Maire                | Qualité                                                                      | Résultat |
| 2005 | Sergio Pavone        | Maire depuis 1999                                                            | Voir     |
| 2009 | Nathalie Simon       | Journaliste, traductrice                                                     | Voir     |
| 2013 | Nathalie Simon       | Journaliste, traductrice                                                     | Voir     |
| 2017 | Pierre-Paul Routhier | Avocat, candidat conservateur défait dans Châteauguay—Saint-Constant en 2008 | Voir     |
| 2021 | Éric Allard          | Analyste informatique, commissaire scolaire                                  | Voir     |
| Élection partielle en italique Depuis 2005, les élections sont simultanées dans toutes les municipalités québécoises |                      |                                                                              |          |

|                           | 2009-2013        | 2013-2017         | 2017-2021            | 2021-2025            |
| Maire                     | Nathalie Simon   | Nathalie Simon    | Pierre-Paul Routhier | Éric Allard          |
| 1 - District de La Noue   | Barry Doyle      | Barry Doyle       | Barry Doyle          | Barry Doyle          |
| 2 - District du Filgate   | Pierre Gloutnay  | Pierre Gloutnay   | Michel Enault        | Arlene Bryant        |
| 3 - District de Robutel   | Esther Salomon   | Michel Pinard     | Éric Corbeil         | Éric Corbeil         |
| 4 - District de Bumbray   | Guillaume Dumas  | Lucie Laberge     | Lucie Laberge        | Lucie Laberge        |
| 5 - District de Salaberry | Marcel Deschamps | Marcel Deschamps  | Marcel Deschamps     | Marie-Louise Kerneïs |
| 6 - District de Lang      | Mike Gendron     | Mike Gendron      | Mike Gendron         | Mike Gendron         |
| 7 - District de Le Moyne  | Ginette Gendron  | Marie-France Reid | Éric Allard          | Luc Daoust           |
| 8 - District D'Youville   | Alain Côté       | Alain Côté        | François LeBorgne    | Francois LeBorgne    |

### Eau potable
Châteauguay dispose d'un réseau d'alimentation en eau potable desservant la majorité de son territoire et celui de plusieurs villes voisines. Au début des années 1970, le gouvernement du Québec ordonne la création de la Régie intermunicipale d'aqueduc de la Vallée de Châteauguay en raison du désastre environnemental des lagunes de Mercier qui a contaminé plus de 30 km2 de nappe phréatique sur le territoire de Mercier, Saint-Isidore, Sainte-Martine et Saint-Urbain-Premier. La Ville de Châteauguay se voit donc contrainte par ordonnance du gouvernement provincial d'alimenter en eau ces quatre villes, après que les réseaux d'aqueduc de toutes les municipalités aient été connectés. Châteauguay dessert également la ville de Léry en eau potable. 

## Transport
La ville de Châteauguay est traversée par plusieurs axes routiers importants comme la route 132, qui relie Gaspé à Dundee, la route 138, qui relie Natashquan à Trout River, et l'autoroute 30, qui relie Vaudreuil-Dorion à Sorel-Tracy.
En ce qui a trait au transport en commun, la ville est reliée uniquement par autobus. Le transport est assuré par le Réseau de transport métropolitain (anciennement le Conseil intermunicipal de transport du Sud-Ouest), qui propose une quinzaine de circuits dans la région. Le service régulier consiste en un lien entre la station de métro Angrignon et Châteauguay, où les autobus effectuent un trajet en boucle sur les principales artères de la ville. Un circuit supplémentaire intra-muros relie l'ouest de la ville aux circuits menant à l'extérieur de Châteauguay. Un service de taxibus sur appel existe également pour rejoindre des secteurs de la ville plus éloignés. En période de pointe, un service plus élargi de circuits d'autobus vient compléter le service régulier et relie plusieurs secteurs de la ville depuis ou vers Montréal, selon l'heure de la journée. 

### Réseau artériel local

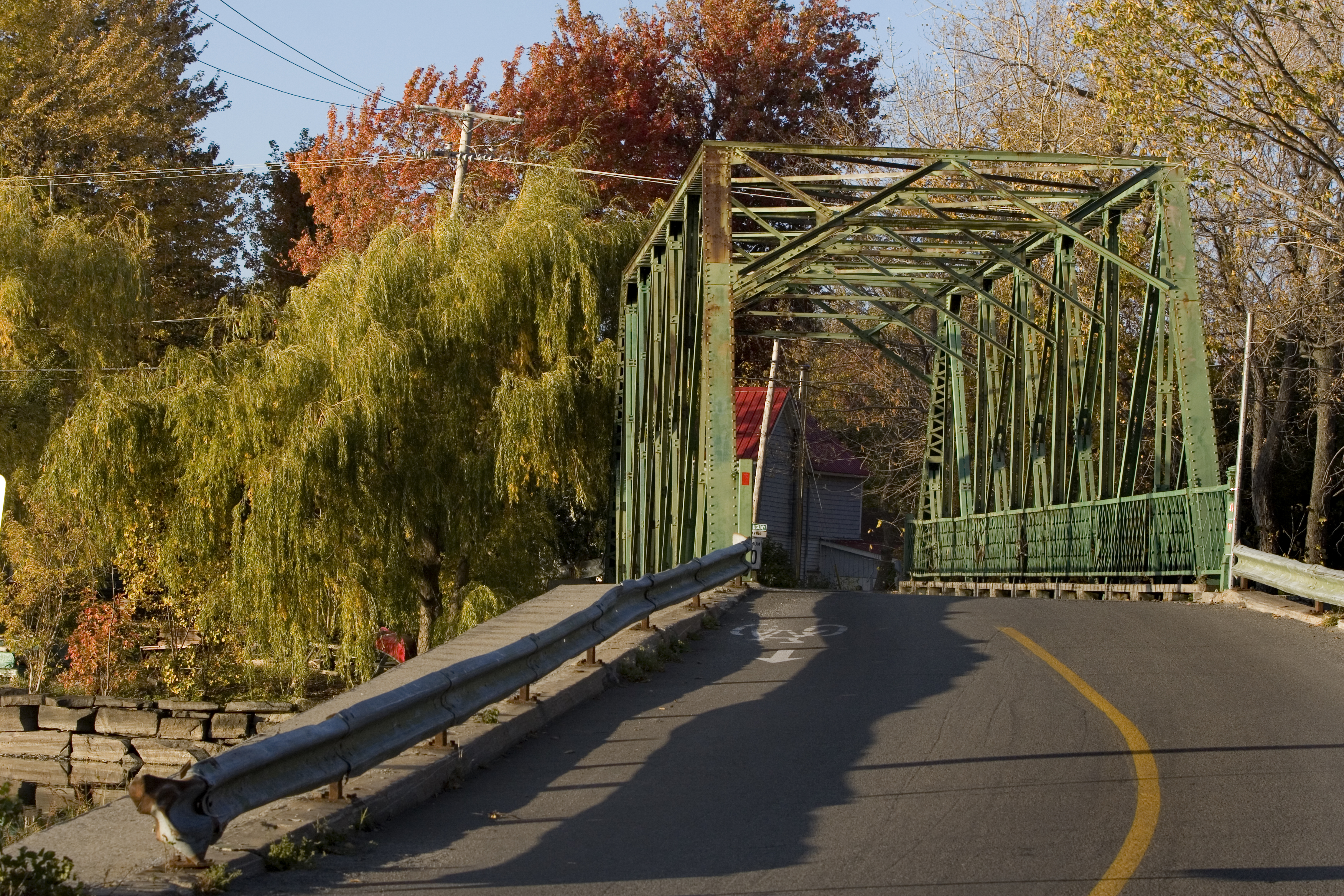
Le « pont Vert » reliant Léry et Châteauguay, au-dessus du ruisseau Saint-Jean.

- Le réseau routier de Châteauguay est composé de nombreuses artères qui sillonnent et relient de nombreux secteurs de la ville.
- Les boulevards d'Anjou et Saint-Jean-Baptiste constituent les principales voies commerciales de la ville et la traversent d'est en ouest et du nord au sud.
- Le boulevard Maple relie le centre de la ville au nord et plusieurs bâtiments à vocation institutionnelle s'y trouvent.
- Le boulevard Saint-Joseph relie le centre de la ville à l'autoroute 30 située à la limite sud de la ville et est à vocation essentiellement résidentielle.
- Le boulevard Saint-Francis, situé au nord de la ville, est majoritairement résidentiel.
- Les boulevards Salaberry et d'Youville et le chemin de la Haute-Rivière longent la rivière Châteauguay de chaque côté sur toute la longueur du territoire de la municipalité.
- La rue Principale constitue le prolongement du boulevard d'Anjou dans la partie ouest de la ville et est à vocation essentiellement commerciale.
- Le boulevard Primeau relie le centre-ouest de la ville au secteur de l'hôpital Anna-Laberge.
- Le boulevard René-Lévesque et le chemin Saint-Bernard constituent des voies rapides en milieu boisé qui ceinturent la ville.
- Le boulevard Sainte-Marguerite, à vocation résidentielle, relie le centre de la ville au secteur industriel.
- Les boulevards Albert-Einstein et de Gaulle traversent du nord au sud le secteur résidentiel de l'est de la ville.
- Les boulevards Industriel, Ford et Pierre-Boursier constituent les principales artères du parc industriel de la ville.

### Navette fluviale
Toutes les fins de semaine d'été, possibilité de transport en navette fluviale pour cyclistes ou piétons. Traversée d’une durée d’environ 60 minutes. La navette fluviale permet de traverser le lac Saint-Louis entre Lachine et Châteauguay. Le quai de Lachine est situé dans la marina au début du parc René-Lévesque. Le quai de Châteauguay est sur l'Île Saint-Bernard.

## Attraits

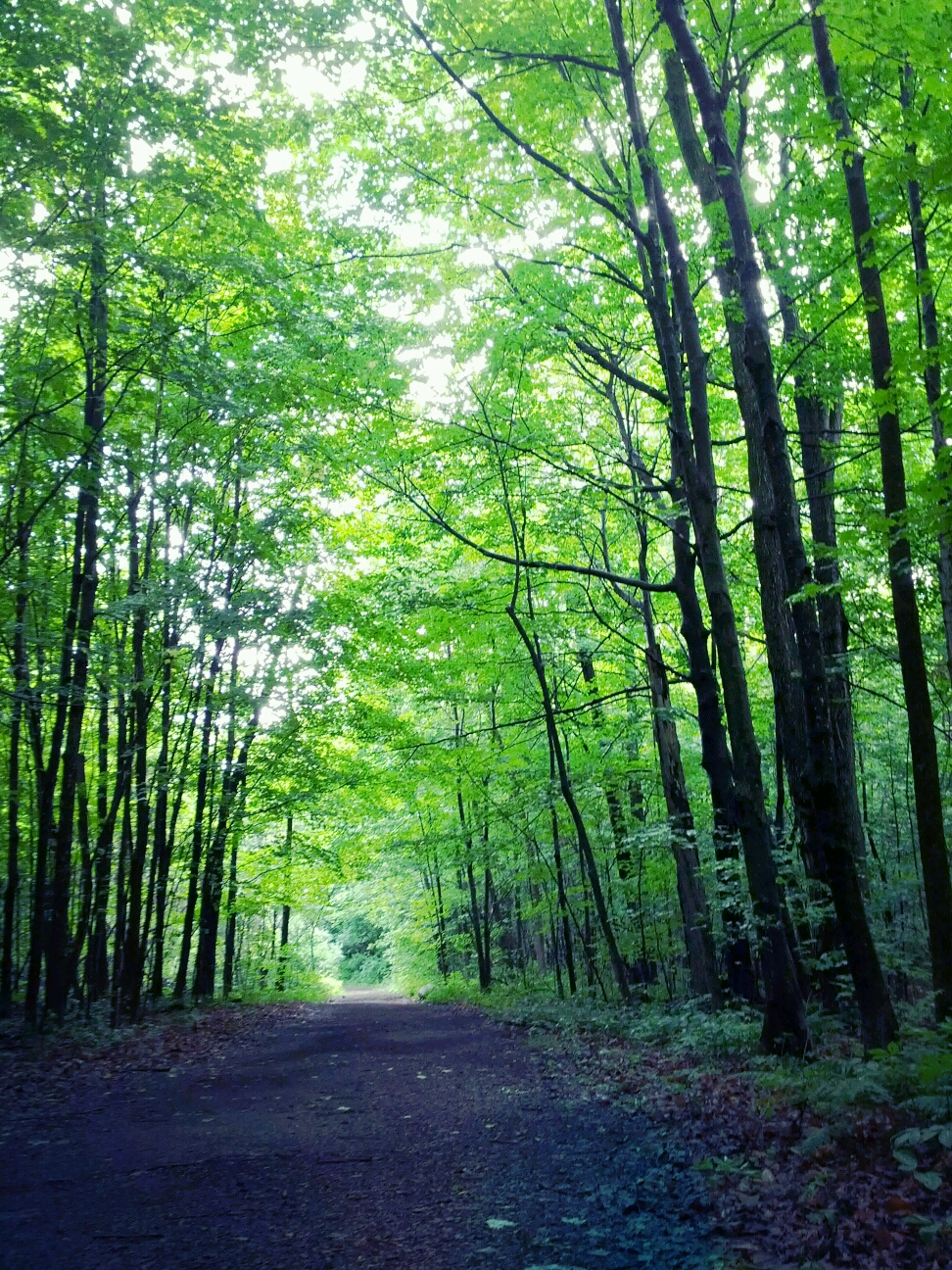
Centre écologique Fernand-Seguin.

Plusieurs activités récréatives sont offertes à Châteauguay. À titre d'exemple, on peut faire de la marche et de l'observation sur l'île Saint-Bernard ou dans le Centre écologique Fernand-Seguin. Ces deux endroits sont de grands milieux naturels avec des sentiers et des balises, des activités sont offertes en hiver comme en été. 
Depuis plusieurs années, la corporation Héritage Saint-Bernard gère le refuge faunique Marguerite-D'Youville, qui renferme plusieurs kilomètres de sentiers.  
La ville bénéficie d'un réseau cyclable interne étendu, mais qui demeure peu connecté aux voies cyclables des villes environnantes. Des pistes sont aménagées des deux côtés de la rivière Châteauguay sur les boulevards Salaberry Nord et Sud et sur le boulevard D'Youville. D'autres se trouvent aussi sur le boulevard Saint-Francis, le boulevard Maple, le boulevard Vanier, le boulevard Industriel, le chemin Saint-Bernard, la rue Principale et dans l'emprise des pylônes d'Hydro-Québec. 

### Île Saint-Bernard

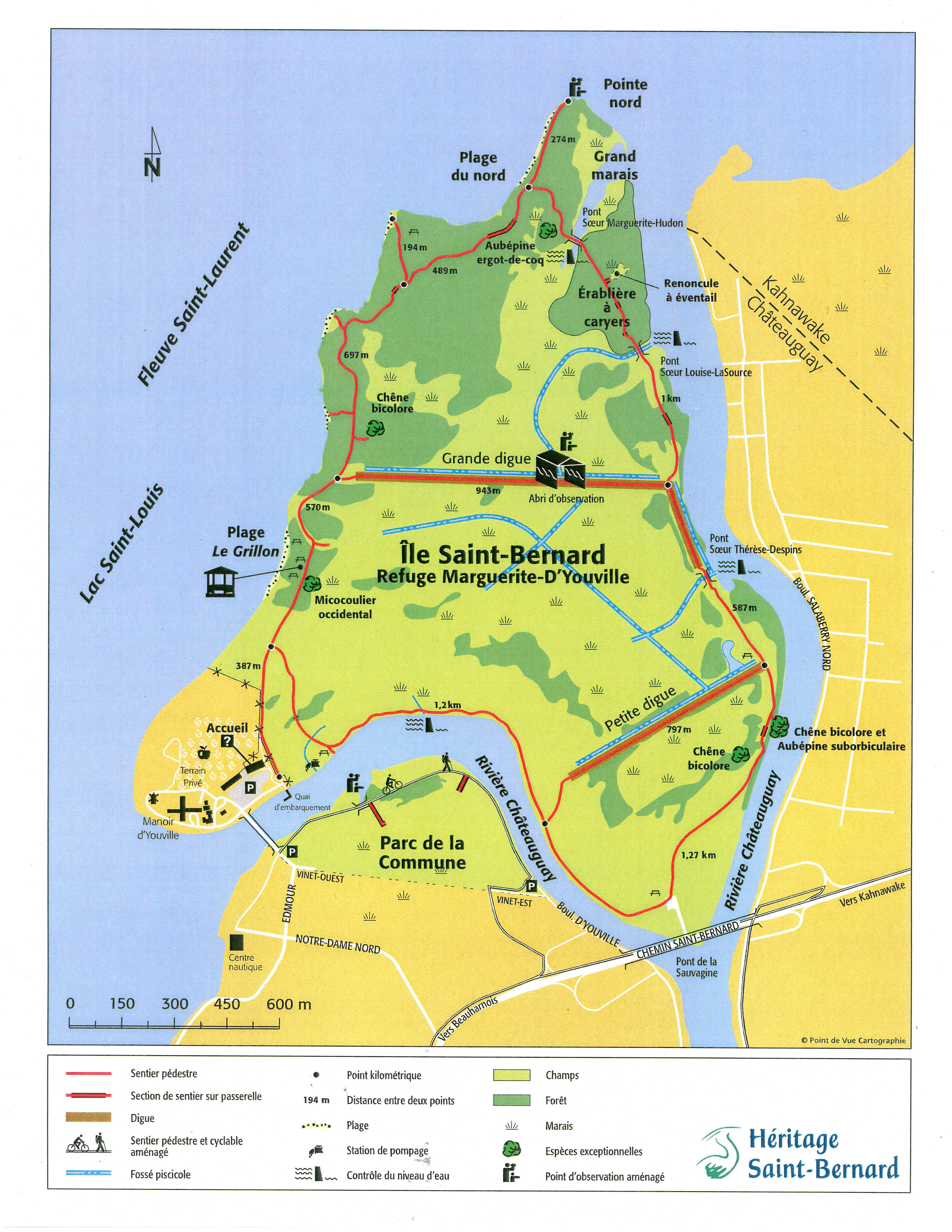
Carte des sentiers de l'île Saint-Bernard.

Bordée par le lac Saint-Louis et la rivière Châteauguay, l'île Saint-Bernard est un site riche en nature et en culture. Ancienne seigneurie de Châteauguay, ce territoire a su préserver différents bâtiments historiques dont un des plus anciens moulins en Amérique du Nord, datant de 1686.
Le Pavillon de l'Île est une toute nouvelle salle de 400 places située sur le site de l'île Saint-Bernard.

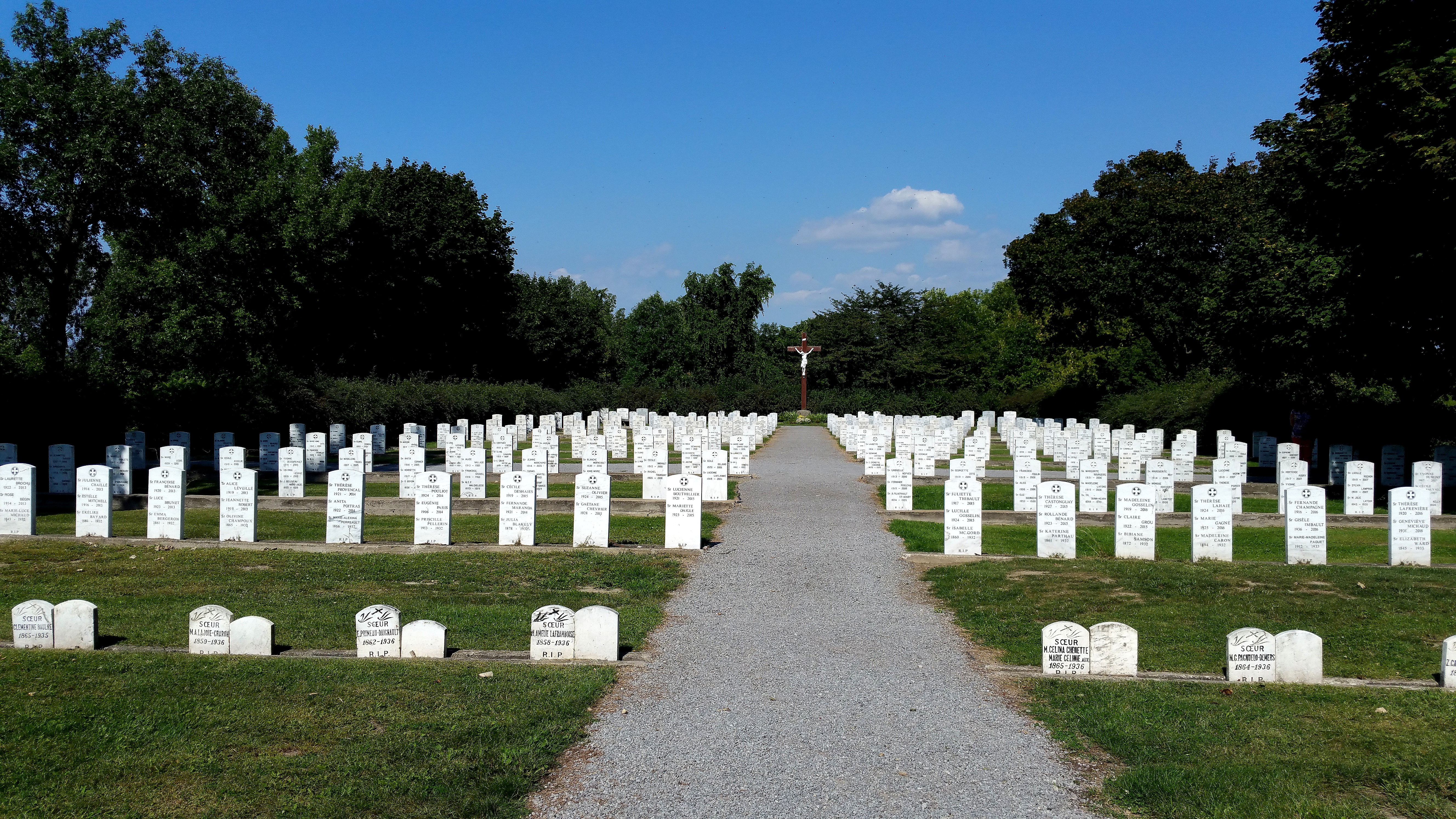
Cimetière des sœurs grises.
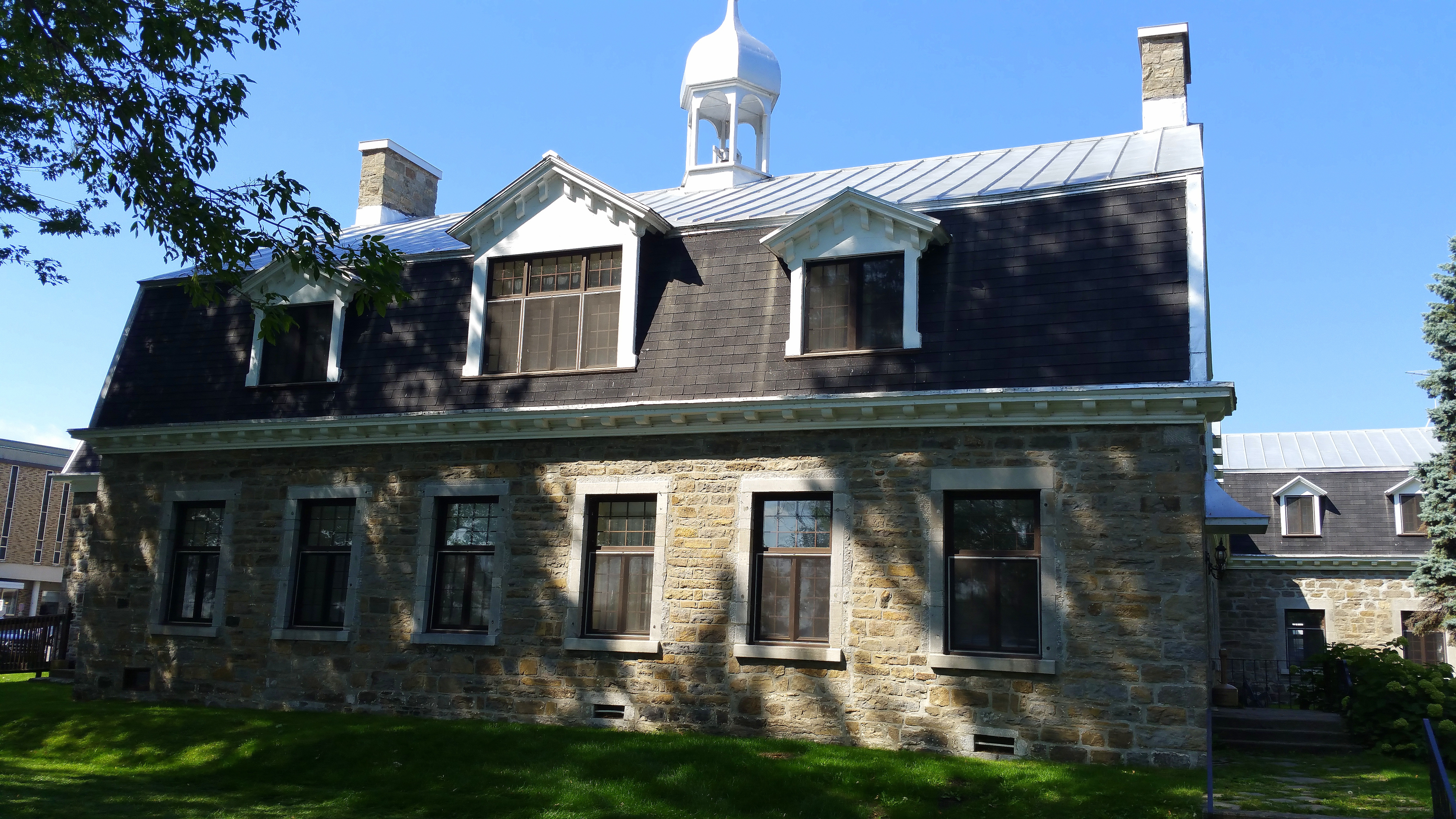
Ancien couvent des sœurs grises.
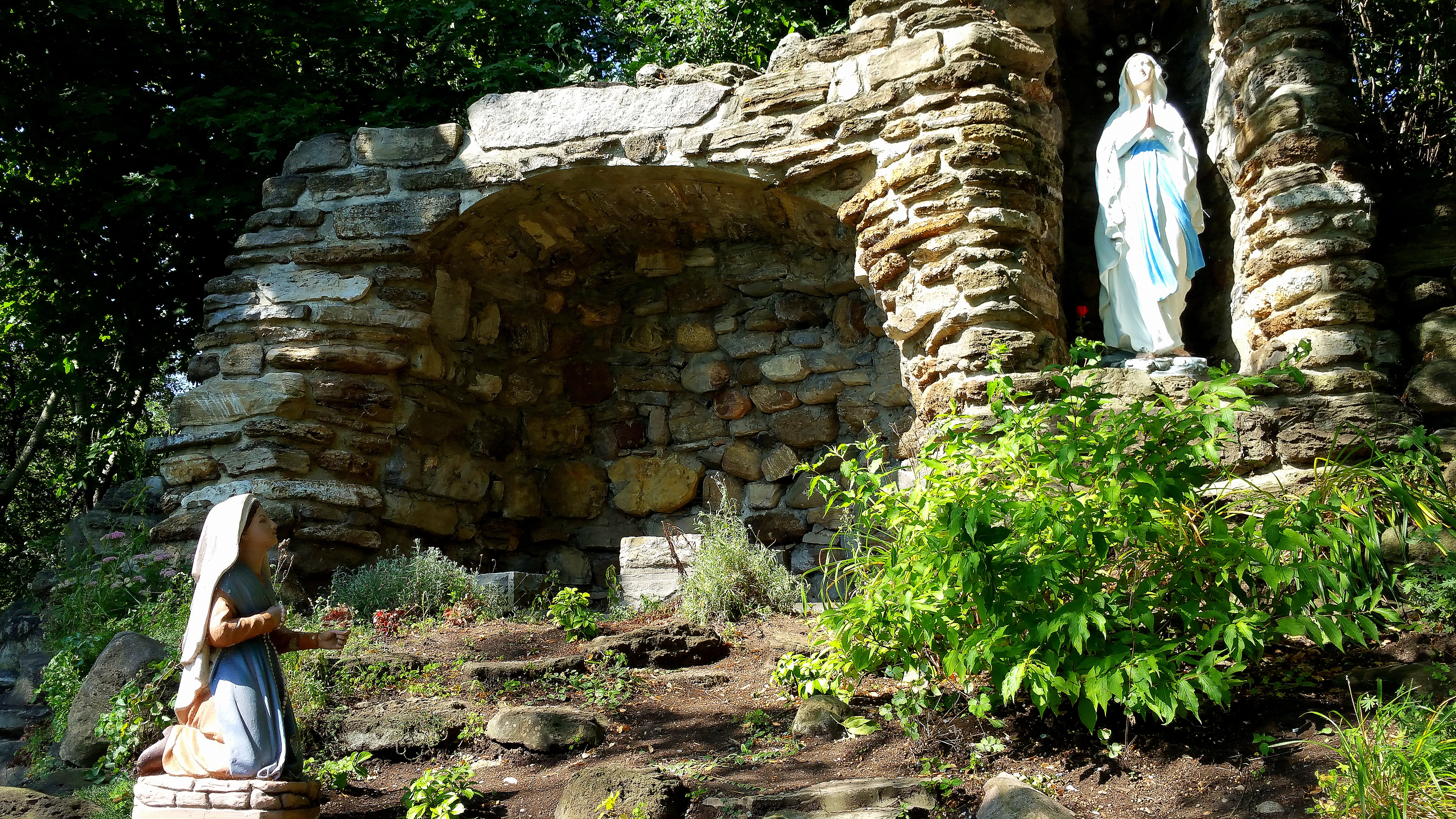
Grotte de Marie.
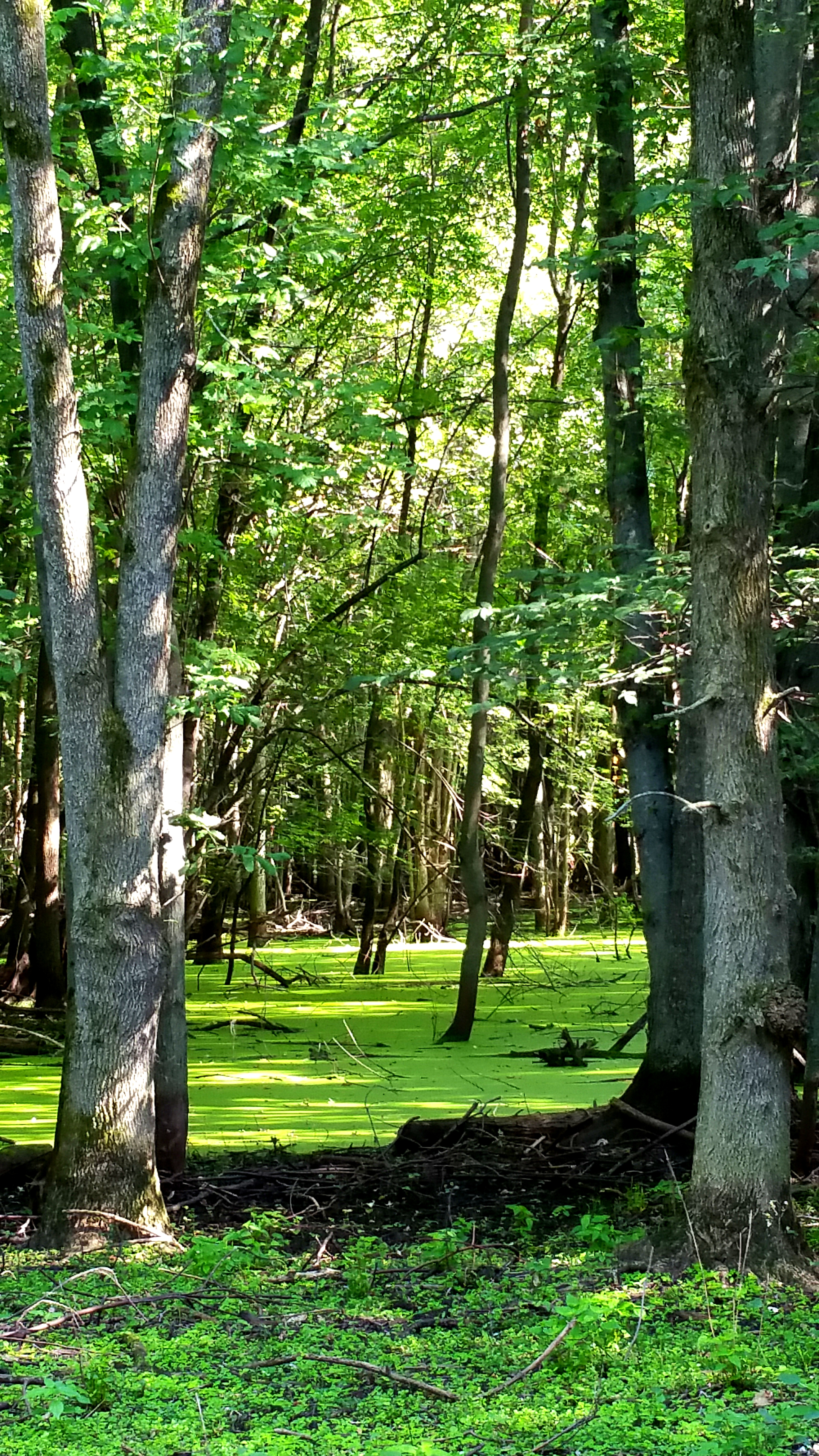
Parc de l'Île Saint-Bernard.

#### Achat de l'île Saint-Bernard par la Ville
Le 7 février 2011, les élus ont entériné l’achat par la Ville de la portion de l’île Saint-Bernard appartenant à la communauté des Sœurs Grises au coût de 5 M$.
L’achat comprend une demi-douzaine de bâtiments, dont un imposant manoir, la Villa Marguerite, l’un des plus vieux moulins encore debout en Amérique du Nord, de même qu’un cimetière. Une soirée d’information publique concernant cet achat a été organisée quelques jours plus tôt et avait attiré quelque 300 personnes.
Cette décision des élus a fait suite à la tenue du Sommet Châteauguay 2020 à l'automne 2011. Lors de cet événement, plus du tiers des interventions et des mémoires concernait le développement durable et la protection de l’environnement. « Nous avions promis de donner l’opportunité aux citoyens de participer pleinement aux décisions municipales et d’avoir un mot à dire à propos de la direction que la ville prendrait. Avec la tenue du Sommet Châteauguay 2020, où plusieurs propositions et de nombreuses idées ont été débattues, nous avons tenu parole », a indiqué la mairesse de Châteauguay Nathalie Simon.
Nathalie Simon a souligné que le développement harmonieux et responsable de la municipalité avait été au centre de nombreuses interventions. « L’achat de l’île Saint-Bernard est l’exemple par excellence de la prise de contrôle de notre environnement, de nos outils de développement et de notre avenir collectif. Acheter l’île est une excellente décision à tous points de vue. C’est une décision d’affaires, une décision réfléchie, documentée rationnelle et pleine de potentiel de développement. »
Nathalie Simon a affirmé que la Ville allait rendre l’île accessible à tous et développer notamment la vocation touristique du territoire. Déjà, plusieurs projets sont à l’étude.
La partie de l’île maintenant propriété de la Ville voisine le refuge faunique Marguerite-D’Youville.

### La Maison LePailleur

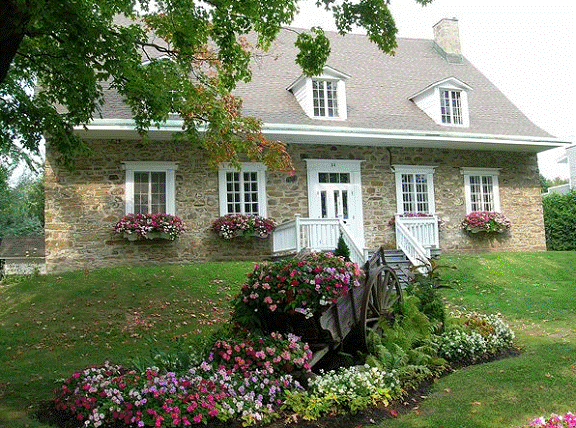
La maison Le Pailleur.

La maison LePailleur, située sur la rive est de la rivière Châteauguay, date de 1792. Elle est l’une des plus anciennes maisons résidentielles en Montérégie. 

### Mairie de Châteauguay
La mairie de Châteauguay abrite l'hôtel de ville dans l'ancien bâtiment construit en 1911 appartenant à la Congrégation de Notre-Dame de Montréal.

## Éducation
Les écoles francophones de Châteauguay font partie du centre de services scolaire des Grandes-Seigneuries (anciennement une commission scolaire), alors que les écoles anglophones font partie de la Commission scolaire New Frontiers. En voici une liste : 
- École secondaire Louis-Philippe-Paré
- École secondaire Gabrielle-Roy
- École secondaire Marguerite-Bourgeois
- École secondaire Howard S. Billings

- Centre d'éducation aux adultes Nova
- Centre d'éducation aux adultes L'Accore
- Collège Héritage (privé)
- Centre de formation professionnelle de Châteauguay

- École primaire De la Rive (anciennement appelée Pie-XII)
- École primaire Laberge
- École primaire Notre-Dame de l'Assomption (surnommée NDA)
- École primaire Gérin-Lajoie (en l'honneur de Paul Gérin-Lajoie)
- École primaire Des Trois-Sources (anciennement appelée St-Paul)
- École primaire Saint-Jean-Baptiste
- École primaire Saint-Jude
- École primaire Marc-André-Fortier
- École primaire Centennial Park
- École primaire Mary-Gardner
- École primaire Saint-Willibrord
- École primaire Harmony

## Culture

### Gastronomie
Les fromages Le Filou, Le Placoteux et L'Enchanteur sont fabriqués à la fromagerie Chaput de Châteauguay. Le Filou est un fromage de lait cru de vache, à pâte semi-ferme avec une ligne de cendre d'oliviers. Le Placoteux est un fromage de lait cru de vache et de chèvre. L'Enchanteur est un fromage au lait cru de chèvre, à pâte fraîche et à goût de luzerne.

## Personnalités
- Corey Crawford (1984-), gardien de but qui évolue avec les Blackhawks de Chicago.
- Lucille Desparois (1909-1996), née à Châteauguay, auteure, animatrice de radio québécoise et conteuse connue sous le pseudonyme Tante Lucille.
- Rowan Donaldson (en), boxeur olympique (1970-).
- Pierre Falardeau, cinéaste et écrivain (1946-2009).
- Jean-Marc Fournier, homme politique (1959-).
- Rick Genest (1985-2018), mannequin (plus connu sous le surnom de Zombie Boy, tatoué sur la quasi-totalité du corps).
- Martin Gilbert (1982-), cycliste ayant participé aux Jeux olympiques de 2008.
- Annie Jack, écrivaine (1839-1912).
- Sylvie Léonard, comédienne (1955-).
- Zachary L'Heureux (2003-), joueur de hockey professionnel, espoir à titre d'attaquant pour les Predators de Nashville.
- Louis-Philippe Paré (1896-1974), un des premiers enseignants de la région de Châteauguay.
- Marie-Chantal Perron, comédienne (1967-).
- Tancrède Sauvageau (1819-1892), né à Châteauguay, négociant et homme politique, député[22].
- Kim St-Pierre (1978-), gardienne de but de l'équipe olympique canadienne.

## Sécurité publique

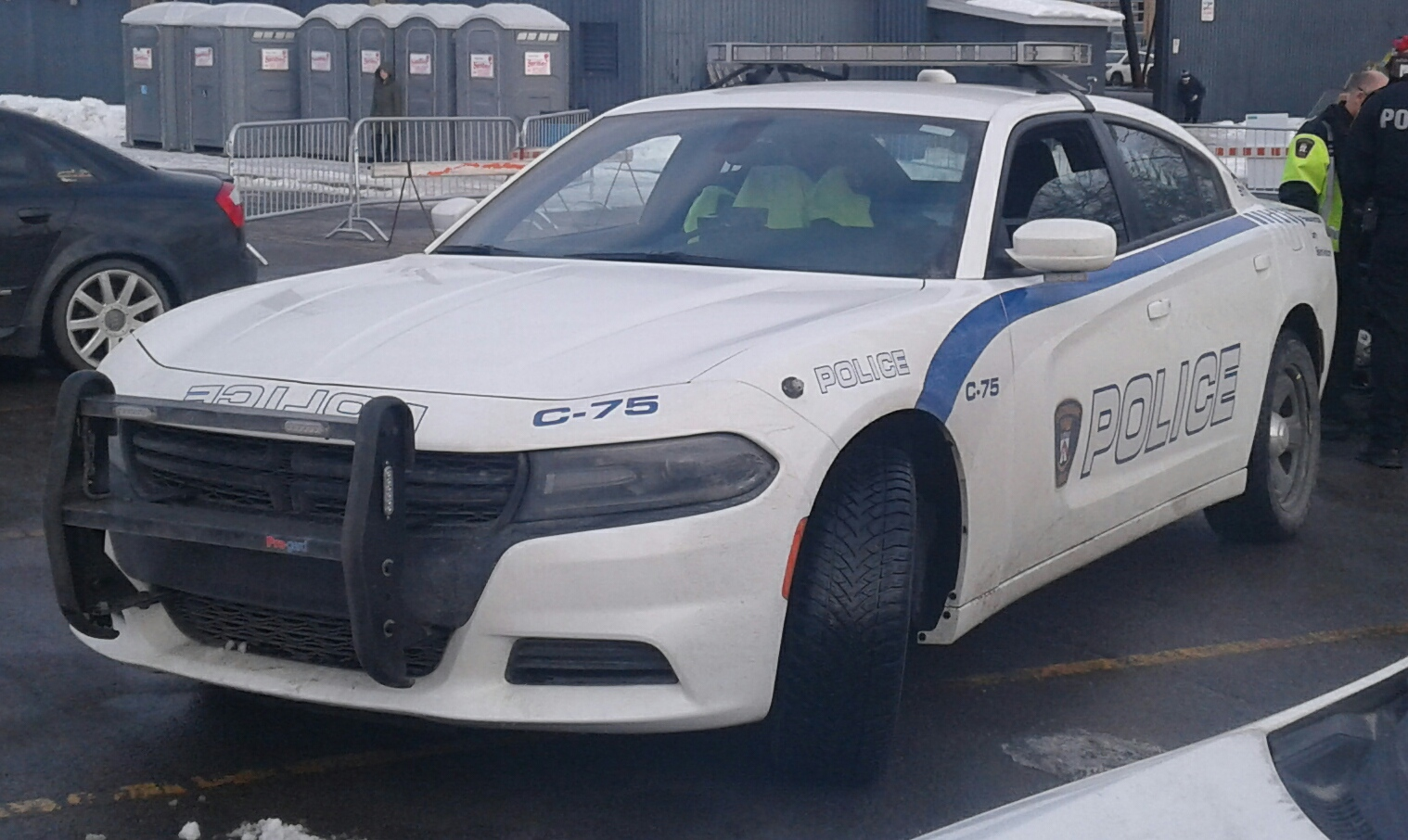
Voiture du Service de police de Châteauguay.

Le Service de police de Châteauguay est responsable de la sécurité publique dans la ville et pour les municipalités avoisinantes de Léry, Beauharnois et Saint-Isidore. Leur arme de service est passé du Beretta 92S Centurion au Springfield XDM .40 S & W en 2011. Le quartier général est situé sur le boulevard Maple au centre de Châteauguay. En ce qui a trait à la sécurité incendie, une seule caserne se trouve à Châteauguay, elle est située sur le boulevard d'Anjou. 

## Jumelages
Châteauguay est jumelée avec trois municipalités:
- Cambrai, France
- Châteaugay, France
- Moose Jaw, Canada